# Марина Лизоркина
Марина Сергејевна Лизоркина (рус. Марина Сергеевна Лизоркина; Москва, 9. јун 1983) је руска певачица, бивша чланица групе Серебро. Групи се придружила када је на интернету сазнала за аудицију.

## Дискографија

### Са групом Формула

#### Синглови
- 2004: ""
- 2004: ""
- 2004: ""

### Са групом Серебро

#### Албуми
- 2008: у припреми

#### Синглови
- 2007: ""
- 2007: ""
- 2008: "Опиум"